# Dobrochna Bach-Golecka
Dobrochna Maria Bach-Golecka (ur. 26 lipca 1972 w Gdańsku) – polska prawniczka, doktor habilitowana nauk prawnych, od 2020 profesor uczelni Uniwersytetu Warszawskiego, doktor nauk teologicznych. W latach 2016–2018 sędzia ad hoc Europejskiego Trybunału Praw Człowieka w Strasburgu.

## Życiorys

### Wykształcenie
W 1986 ukończyła Państwową Szkołę Muzyczną I st. im. Stanisława Moniuszki w Sopocie (klasa z nauką gry na flecie poprzecznym oraz fortepianie). Absolwentka III Liceum Ogólnokształcącego im. Marynarki Wojennej RP w Gdyni (klasa o profilu matematyczno-fizycznym, z wykładowym językiem angielskim). W 1996 ukończyła z drugą lokatą studia prawnicze na Uniwersytecie Gdańskim, a także studia teologiczne na Katolickim Uniwersytecie Lubelskim. 
Absolwentka Szkoły Nauk Społecznych przy Instytucie Filozofii i Socjologii Polskiej Akademii Nauk w Warszawie. Studiowała na Uniwersytecie w Maastricht w ramach programu Tempus (1994), na Uniwersytecie w Oxfordzie (Wolfson College) w ramach programu Open Society Institute & Foreign and Commonwealth Office Chevening Scholarship (1998–1999). Odbyła staże badawcze w Instytucie Nauk o Człowieku w Wiedniu w ramach Robert Bosch Junior Visiting Fellowship (2001), na Uniwersytecie w Cambridge w Lauterpacht Research Centre for International Law (2002, oraz ponownie w latach 2008–2009).
W 2003 obroniła pracę doktorską pt. Prawo do demokratycznych rządów w świetle prawa międzynarodowego w zakresie nauk prawnych (promotorem był Władysław Czapliński), a w 2008 uzyskała doktorat nauk teologicznych za pracę pt. Solidarność jako zasada społeczna w nauczaniu Kościoła po Soborze Watykańskim II (promotorem był Andrzej F. Dziuba). W 2016 uzyskała na Uniwersytecie Warszawskim stopień naukowy doktor habilitowanej nauk prawnych na podstawie dorobku naukowego i pracy zatytułowanej Mobilny pacjent. Korzystanie z transgranicznej opieki zdrowotnej w prawie Unii Europejskiej.

### Praca dydaktyczno-naukowa
Od 2005 związana zawodowo z Uniwersytetem Warszawskim. W latach 2018–2020 prodziekan do spraw badań naukowych i współpracy międzynarodowej Wydziału Prawa i Administracji Uniwersytetu Warszawskiego; od 2019 kierowniczka Centrum Prawa Kanonicznego WPiA UW.
Pełniła funkcje rzeczniczki dyscyplinarnej ds. studenckich i doktoranckich Uniwersytetu Warszawskiego (2017–2018), a następnie rzeczniczki dyscyplinarnej przy Ministrze Edukacji i Nauki (kadencja 2023–2026).
Prowadziła wykłady na uczelniach krajowych (Uniwersytet Kardynała Stefana Wyszyńskiego, Wyższa Szkoła Biznesu w Nowym Sączu, Akademia Leona Koźmińskiego) oraz zagranicznych (Uniwersytet im. Tarasa Szewczenki w Kijowie). Od 2005 pracuje w Katedrze Prawa Europejskiego na Wydziale Prawa i Administracji Uniwersytetu Warszawskiego.
Pełniła funkcje wiceprzewodniczącej Parlamentu Studentów Uniwersytetu Gdańskiego (1994–1995). Członkini m.in.: Grupy Polskiej Stowarzyszenia Prawa Międzynarodowego (International Law Association), Europejskiego Stowarzyszenia Prawa Medycznego (European Association of Health Law) – w ramach panelu doradczego, Stowarzyszenia ReNEUAL (Research Network on European Administrative Law), Polskiego Towarzystwa Bioetycznego, Stowarzyszenia Kanonistów Polskich.

### Praca w administracji publicznej
W latach 1997–2005 pracowała jako urzędniczka służby cywilnej w Kancelarii Prezesa Rady Ministrów, współpracując z Sekretarzem Stanu Pełnomocnikiem Rządu do Spraw Reform Ustrojowych Państwa Michałem Kuleszą przy wprowadzaniu drugiego etapu reformy decentralizacyjnej (powiaty, województwa), jako zastępca dyrektora Sekretariatu Gabinetu Politycznego Premiera Jerzego Buzka oraz współpracując z Sekretarzem Stanu Pełnomocnikiem Rządu do spraw Równego Statusu Kobiet i Mężczyzn, Izabelą Jarugą-Nowacką.
Brała udział w pracach Odwoławczej Komisji Bioetycznej przy Ministrze Zdrowia (od 2016), weszła w skład Zespołu doradczego do spraw ochrony praw człowieka w kontekście rozwoju nauk biologicznych i medycznych w Ministerstwie Nauki i Szkolnictwa Wyższego (2016–2019). Pracowała jako ekspertka w Biurze Spraw Międzynarodowych i Unii Europejskiej Kancelarii Senatu RP (2016–2018).
W listopadzie 2023 uzyskała rekomendację Rady Ministrów na stanowisko sędzi Trybunału Sprawiedliwości Unii Europejskiej. W grudniu 2023 jej kandydatura została wycofana.

## Nagrody i wyróżnienia
- Nagroda I st. Rektora Uniwersytetu Gdańskiego za wybitne osiągnięcia w nauce (1995)
- Stypendium im. Manfreda Lachsa Akademii Prawa Międzynarodowego w Hadze (1996)
- Stypendium krajowe dla młodych naukowców Fundacji na Rzecz Nauki Polskiej (2004, 2005)
- Stypendium Zostańcie z nami tygodnika Polityka (2006)
- Nagroda Rektora Uniwersytetu Warszawskiego za osiągnięcia wpływające na rozwój i prestiż Uniwersytetu Warszawskiego (2016)
- Brązowy Medal za Długoletnią Służbę przyznany przez Prezydenta RP (2018)
- Nagroda indywidualna III st. Rektora Uniwersytetu Warszawskiego (2023)

## Życie prywatne
Urodziła się w rodzinie kaszubskiej Bernharda Bacha i Marii z domu Paczkowskiej, jako trzecie z sześciorga dzieci. Od 2001 jest żoną Mariusza Goleckiego – wspólnie wychowują czworo dzieci.
Włada językiem angielskim, francuskim, niemieckim i włoskim. Posiada patent sternika jachtowego, sternika motorowodnego, specjalną kartę pływacką oraz V kategorię szachową.

## Wybrane publikacje
Jest autorką ponad 100 publikacji naukowych, m.in.:
- „Uwagi na tle opinii doradczej MTS w sprawie legalności groźby lub użycia broni jądrowej”, Państwo i Prawo 1997, nr 9, s. 46–57
- „Might and Right in Relations between the Baltic States (Lithuania, Latvia, Estonia) and Russia”, Thesaurus Acroasium. Annual Courses of the Institute of International Public Law and International Relations of Thessaloniki 1999, t. 28, s. 545–565
- „Zasada prednosti komunitarniho prava v judikature polskeho Ustaviho soudu” („Zasada pierwszeństwa prawa wspólnotowego w orzecznictwie polskiego Trybunału Konstytucyjnego”), (wraz z M. Goleckim), Casopis pro pravni vedu a praxi, PrF MU Brno 2006, t. 14, z. 3, s. 211–218
- „Jednostka jako centralny punkt odniesienia w europejskim i międzynarodowym porządku prawnym”, [w:] M. Wyrzykowski (red.), Prawa stają się prawem. Status jednostki a tendencje rozwojowe prawa, Warszawa 2006, s. 53–77
- Gabinety polityczne. Instrument politycznego rządzenia (redakcja), Kraków-Nowy Sącz 2007, ss. 154
- Demokracja w prawie międzynarodowym, Kraków 2007, ss. 337
- „The Civil Service and Political Authority in Government Administration: Foreign Case Studies in the Civil Service”, [w:] J. Czaputowicz (red.), Administracja publiczna, Warszawa 2008, s. 330–343
- „Problematyka moralna bezrobocia w nauczaniu społecznym kardynała Stefana Wyszyńskiego”, Studia Prymasowskie 2 (2008), s. 131–138
- „Jak być dobrym Polakiem? Patriotyzm w ujęciu Sługi Bożego o. Jacka Woronieckiego OP”, Studia Loviciensia. Łowickie Studia Teologiczne 10 (2008), s. 95–104
- O solidarności. Zarys teologii uczestnictwa, Kraków 2009, ss. 240
- „Karta Praw Podstawowych i ochrona zdrowia”, [w:] W. Wróbel (red.), Karta Praw Podstawowych w krajowym i międzynarodowym porządku prawnym, Warszawa 2009, s. 297–312
- „Unia Europejska pomiędzy wspólnotą wartości a wartością wspólnoty”, [w:] M.M. Kenig-Witkowska, R. Grzeszczak (red.), Traktat z Lizbony – wybrane zagadnienia, Warszawa 2012, s. 67–74
- „Amicus Curiae or Primus Inter Pares? The Advocate General and the EU Institutional Framework”, Studia Iuridica 53 (2012), s. 7–13
- „The Paradox of Intertwined Principles. Sovereignty, Democracy and Intervention”, [w:] J. Zajadło, S. Sykuna, T. Widłak (red.), Humanitarian Interventions, Gdańsk 2010, s. 155–169
- „Prawo do życia dzieci nienarodzonych w prawie międzynarodowym”, [w:] E. Karska (red.), Prawa dziecka w prawie międzynarodowym, Warszawa 2013, s. 52–70
- Mobilny pacjent. Korzystanie z transgranicznej opieki zdrowotnej w prawie Unii Europejskiej, Warszawa 2015 (wstępem opatrzył M. Safjan), ss. 504
- „The Emerging Right to Good Governance”, American Journal of International Law. Unbound, 112 (2018), s. 89–93
- „Dylematy regulacyjne działalności hazardowej w państwach Unii Europejskiej”, [w:] A. Sołtys, M. Taborowski (red.), Krajowe regulacje hazardu w świetle prawa Unii Europejskiej, Warszawa 2018, s. 71–84
- „Deficyt demokracji à rebours: analiza krytyczna współczesnej praktyki Komisji Europejskiej”, [w:] Ł. Pisarczyk (red.), Prawne problemy i wyzwania Unii Europejskiej, Warszawa 2018, s. 91–127
- Organizacja systemu ochrony zdrowia (redakcja z R. Stankiewiczem), t. 3, System prawa medycznego (red. M. Safjan, L. Bosek), Warszawa 2020, ss. 1350
- In varietate concordia. Wyzwania prawa europejskiego (redakcja z A. Zawidzką-Łojek), Warszawa 2020, ss. 192
- Kobiety wobec wyzwań współczesności (redakcja), Warszawa 2021, ss. 319
- Solidarność i dobro wspólne jako wartości w prawie (redakcja), Warszawa 2021, ss. 696
- Compensation Schemes for Damages Caused by Healthcare and Alternatives to Court Proceedings. Comparative Law Perspectives (redakcja), Springer 2021, ss. 459
- „Women’s rights and good governance in international human rights law”, [w:] Human rights as indicator of development of the modern state. Proceedings of the National University of Kiev Legal Conference, 13th December 2021, Kiev 2021, s. 110–114
- „Motherhood and law. Reflection on human rights provisions and selected judgments of the European courts”, Studia Iuridica 2021, t. 90, s. 25–58.
- „Pokora w pracy naukowej. Przykład życia Profesora Stanisława Kasznicy”, [w:] M. Blachucki, L. Staniszewska (red.), Profesor Stanisław Kasznica – skazany na zapomnienie i odkrywany na nowo dla nauki polskiej, Poznań 2024, s. 105–120
- „O pojęciu praw kobiet – jego treść normatywna we współczesnym prawie międzynarodowym”, [w:] E. Cała-Wacinkiewcz et al. (red.), Prawo międzynarodowe wobec wyzwań społecznych, Warszawa 2022, s. 27-37
- „Refleksje prawno-kanoniczne o posłannictwie prymasa i biskupa diecezjalnego na przykładzie posługi prymasa Józefa Glempa (1929-2013), Studia Prymasowskie 2022-2023, t. 7-8, s. 235-255
- „Women’s rights and pro-life movement: opposition or harmony?”, Studia Iuridica 2023, t. 99, s. 9-40
- Kobiety – relacje – rodzicielstwo (redakcja z T. Chauvin), Warszawa 2024, ss. 564
- Równość i nierówności w prawie (redakcja), Warszawa 2024, ss. 448
- „Argumentacja na rzecz równości kobiet i mężczyzn w nauce” (wraz z M. Gersdorf), [w:] D. Bach-Golecka (red.), Równość i nierówności w prawie, Warszawa 2024, s. 19-35
- „Good governance, administrative capacity and public officials: the interplay of the European Union and the Member States”, [w:] D. Dzvinczuk et al. (red.), Zdolność administracyjna państwa członkowskiego i kandydata do Unii Europejskiej. Pojęcie, przejawy i determinanty, Kraków 2024, s. 173-180.